# Piergiorgio Giacchè

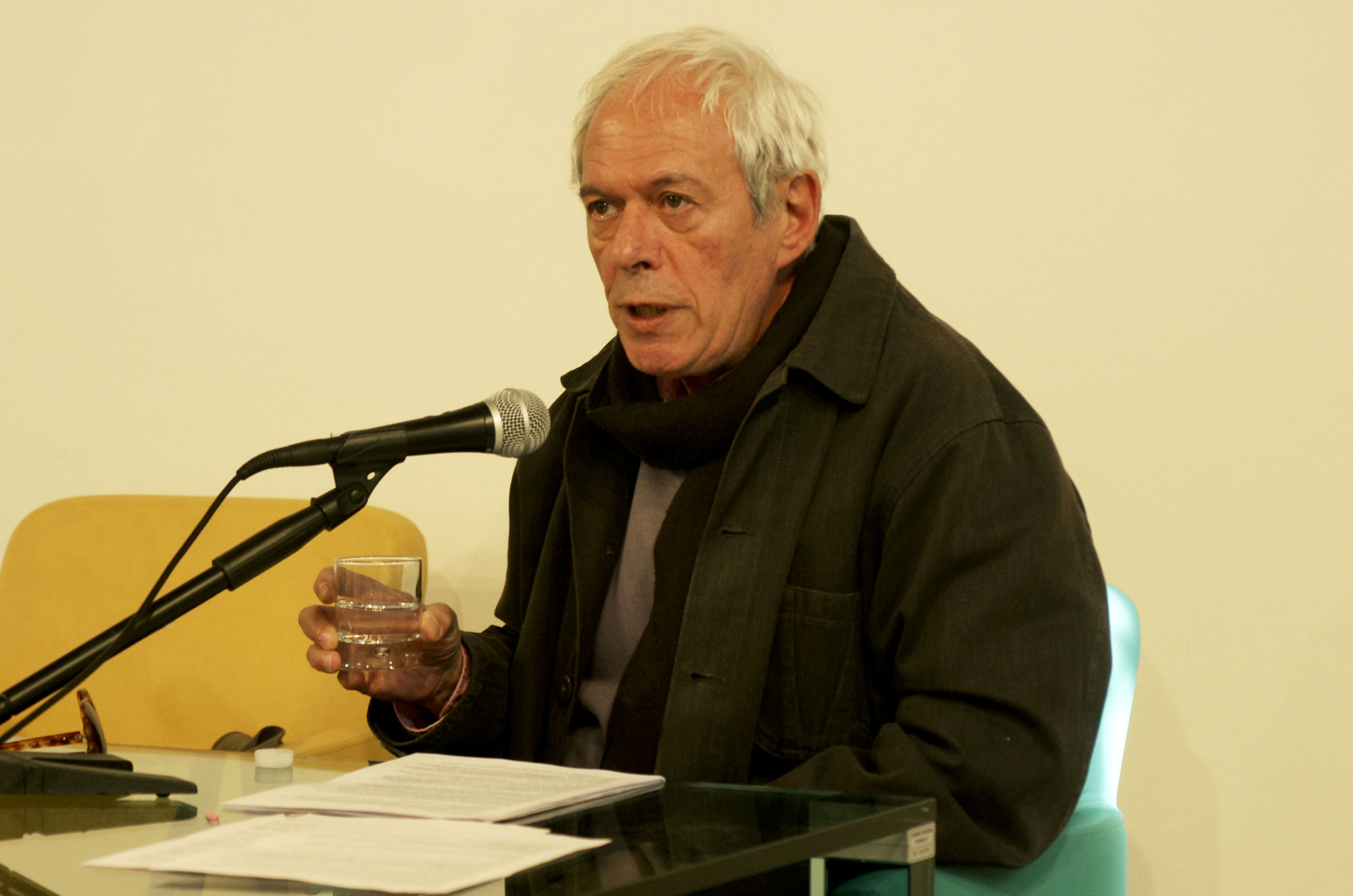

Piergiorgio Giacché (Perugia, 16 aprile 1946) è un antropologo, scrittore e saggista italiano.

## Biografia
Come ricercatore si è occupato di varie problematiche socio-culturali quali condizione giovanile, devianza, comunicazione di massa, solitudine abitativa, politica culturale. È stato docente di Antropologia del teatro e dello spettacolo presso la Facoltà di Lettere e Filosofia dell'Università degli Studi di Perugia, interessandosi al "teatro di gruppo" e allo "spettatore teatrale". Attualmente è docente di "Etnologia Europea:patrimonio culturale immateriale" presso la Scuola di Specializzazione in Beni demo-etno-antropologici delle università di Perugia, Firenze, Siena e Torino. Dal 1981 al 1990 è stato membro del comitato scientifico dell'International School of Theatre Anthropology diretta da Eugenio Barba. Dal 1987 al 1990 ha svolto una sua ricerca sul campo nella penisola salentina dal titolo “Identità dello spettatore”. È stato redattore di "Ombre rosse", "Linea d'ombra", "La terra vista dalla luna" e "Lo straniero", riviste fondate e dirette da Goffredo Fofi. Per espressa volontà di Carmelo Bene, tramite pubblico testamento, Giacché è stato, dal 2002 al 2005, primo presidente della fondazione "L'Immemoriale di Carmelo Bene". Curatore di varie edizioni degli scritti di Aldo Capitini, è autore di diversi saggi sulla politica culturale e sulla cultura teatrale pubblicati su numerose riviste specializzate. Attualmente fa parte del comitato scientifico della rivista "L'Ethnographie" edita dal Laboratoire dl'Ethoscénologie della "Maison de Sciences de l'Homme - Paris Nord! ed è collaboratore della rivista mensile “Gli Asini".

## Opere
- Una nuova solitudine. Vivere soli fra integrazione e liberazione, Roma, 1981
- Lo spettatore partecipante. Contributi per un'antropologia del teatro, Guerini e Associati, Milano, 1991
- Carmelo Bene. Antropologia di una macchina attoriale, Bompiani, 1997 (ristampa nel 2007)
- L'altra visione dell'altro. Una equazione fra antropologia e teatro, Ancora del Mediterraneo, Napoli, 2004
- Ci fu una volta la sinistra. Ovvero il silenzio dei post-comunisti, Edizioni dell'asino, Roma, 2013[3]
- Nota Bene, Kurumuny, Lecce, 2022